# Palais royal de Gênes
Le Palazzo Reale ou le Palazzo Stefano Balbi est un  bâtiment historique situé dans l'homonyme via Balbi du centre historique de Gênes.
Situé non loin de l'université et de la gare de Gênes-Piazza-Principe, il fait partie d'un important complexe architectural des XVIIe et XVIIIe siècles où sont conservées intactes les décorations intérieures et le mobilier.
Depuis le 13 juillet 2006, le palais Royal fait partie des 42 palais des Rolli inscrits dans la liste du patrimoine mondial de l'humanité de l'UNESCO.

## Historique
La construction du palais commence, entre 1618 et 1620, dirigée par Stefano Balbi et Gio Francesco Balbi II. Entre 1643 et 1655, débute la deuxième phase de construction confiée aux architectes Pier Francesco Cantone et Michael Moncino, avec un corps de bâtiment central carré et deux ailes latérales qui se prolongent vers la mer. En 1645, Francesco Maria Balbi prend en charge le projet, et fait construire le jardin, aménage l'étage inférieur et commande les fresques pour décorer les salles, puis avec son cousin Giovan Battista Balbi ils achèvent la construction.
En 1677, la famille Balbi vend le palais à la famille Durazzo qui l'agrandit avec l'incorporation d'un édifice proche. Surélevée en 1694 et 1705, la construction est complètement transformée par Carlo Fontana, l'architecte tessinois qui en modifie le portail, l'atrium et les escaliers, ajoutant la cour et le jardin suspendu donnant sur la via Prè et le bassin du vieux port, créant un ensemble de grande valeur scénographique. Et la même année, déjà actif depuis plusieurs années, le Teatro del Falcone est incorporé à l'ensemble.
En 1823, il est vendu à Charles-Félix de Savoie, roi de Sardaigne, qui l'adopte comme une de ses résidences officielles, et en 1842 la famille royale charge le décorateur Michele Canzio de transformer certaines pièces comme la salle du Trône et des Audiences et la salle de Bal pour les adapter aux nouvelles nécessités diplomatiques.
En 1919, il devient la propriété de l'État.
Le palais, dans la partie donnant sur le port, avait une annexe que les Génois appelaient ponte Reale, qui enjambait la route carrossable (aujourd'hui via Gamsci) reliant directement le palais avec l'embarcadère du port. Cette partie de l'édifice a été détruite en 1964 à l'occasion de la construction de la Strada Sopraelevata.

## La galerie
Le palazzo Reale conserve son mobilier d'origine, évidemment génois ainsi que piémontais et français de la moitié du  XVIIe jusqu'au début du XXe siècle.
Parmi les fresques les plus importantes sont exposées  La Fama dei Balbi de Valerio Castello et Andrea Sighizzi, La Primavera che spinge lontano l'Inverno d'Angelo Michele Colonna et Agostino Mitelli, Giove che Manda Giustizia sulla Terra  de Giovanni Battista Carlone.
Avec plus de deux cents peintures esposés aux piano nobile se trouvent les œuvres des meilleurs artistes génois du XVIe siècle tels Bernardo Strozzi, Giovanni Benedetto Castiglione, Giovanni Battista Gaulli dit le Baciccio, Domenico Fiasella ensemble aux chefs-d'œuvre des Jacopo Bassano, Le Tintoret, Luca Giordano, Antoine van Dyck, Ferdinand Voet et Giovan Francesco Barbieri Guercino.
En outre, on peut admirer une collection de sculptures antiques et modernes: parmi ces dernières se détachent les œuvres de Filippo Parodi, l'un des plus importants représentants de la sculpture baroque génoise.

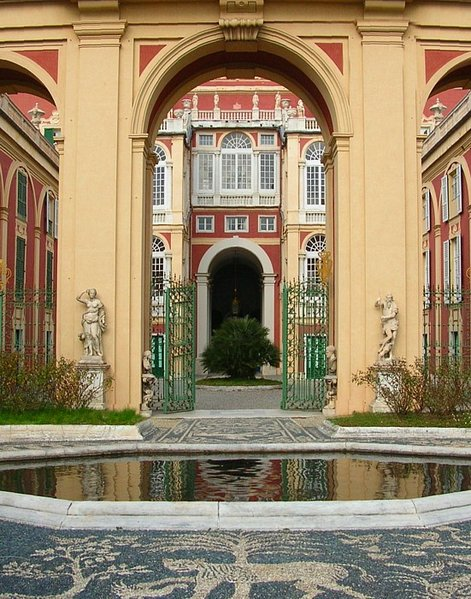
Vue intérieure.
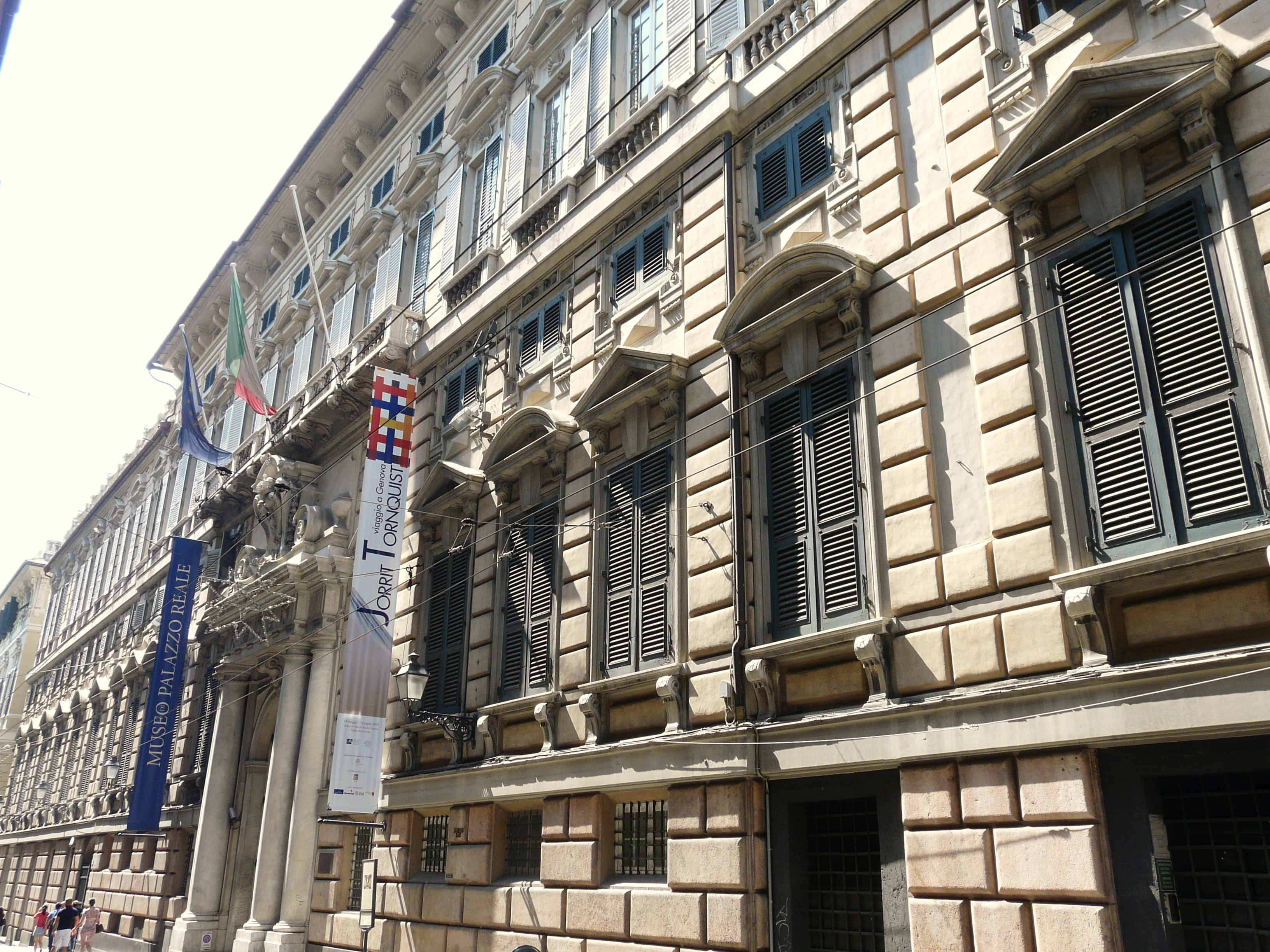
Façade donnant sur la via Balbi.
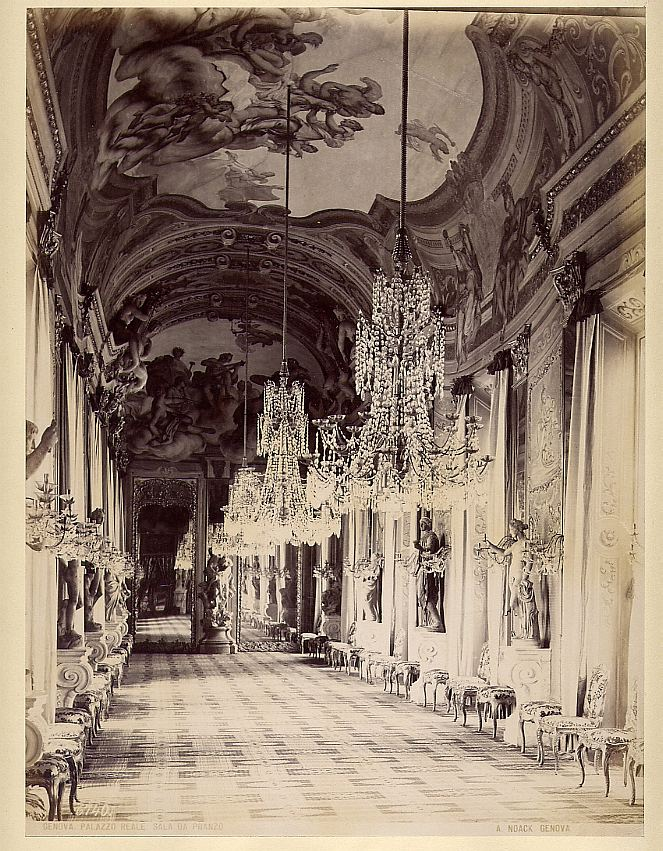
Salon pour le dîner en 1880.
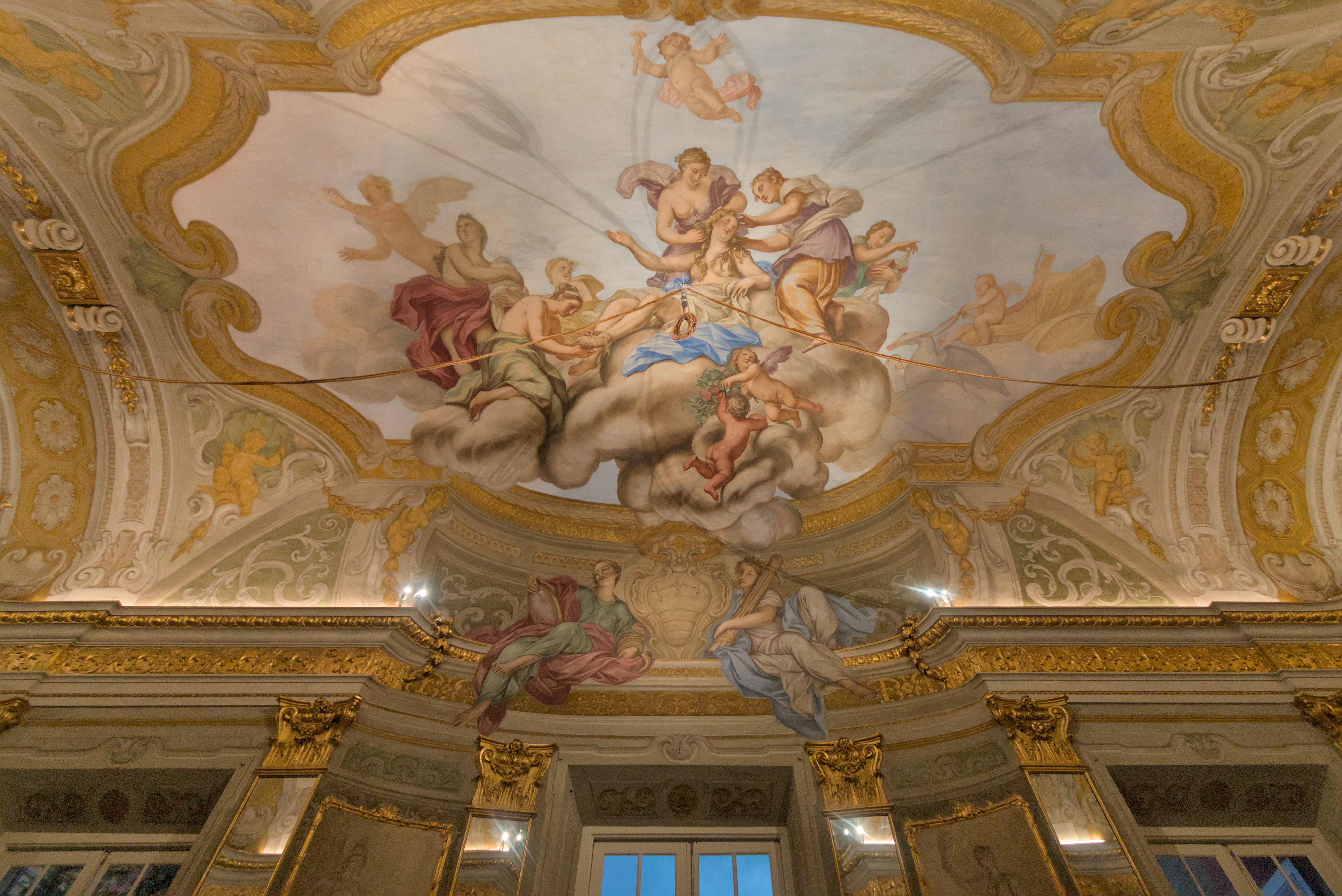
Plafond de la Galerie des Glaces.
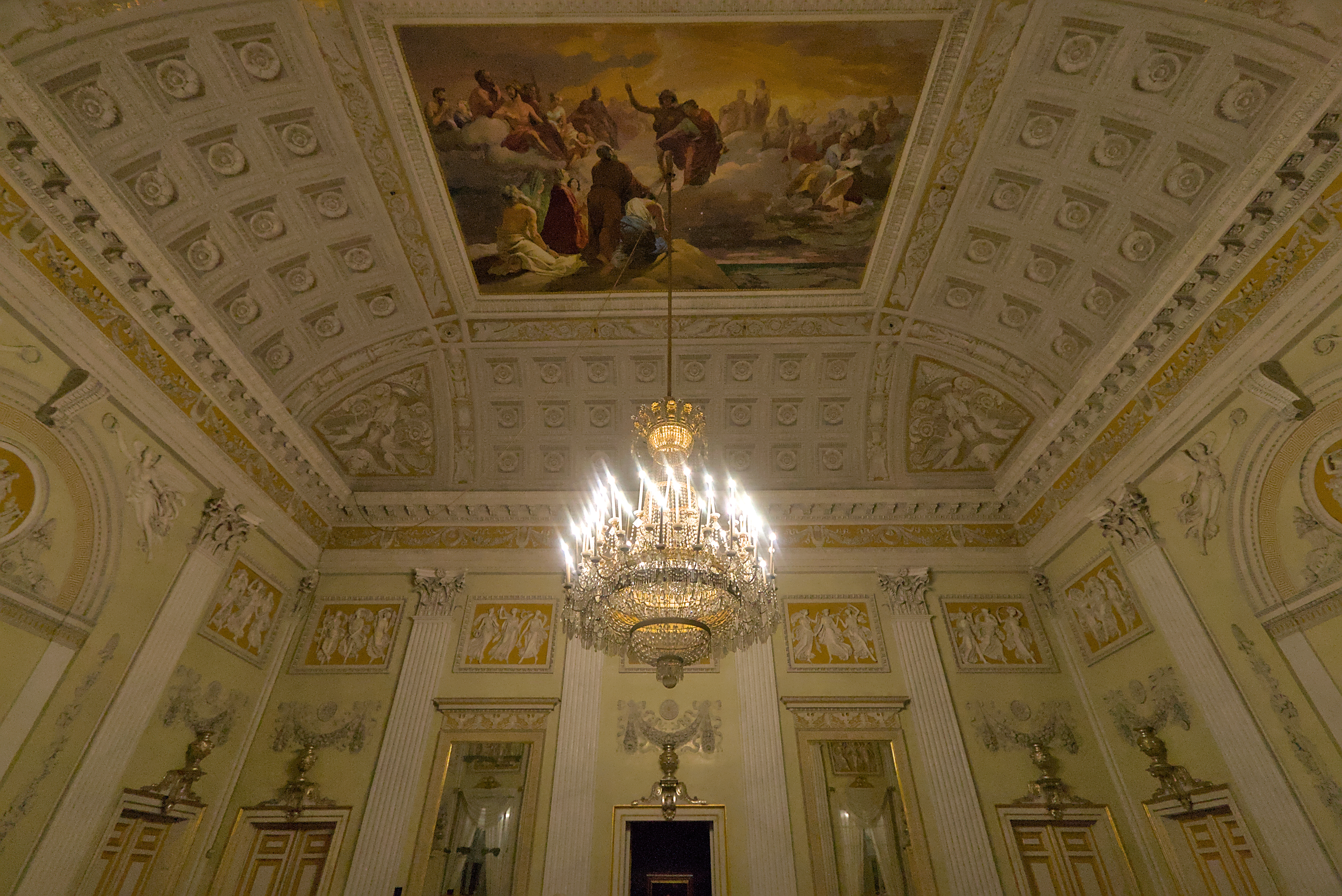
La Salle de Danse.

## Sources
- (it) Cet article est partiellement ou en totalité issu de l’article de Wikipédia en italien intitulé « Palazzo Reale (Genova) » (voir la liste des auteurs).
- (it + en) Site du musée du Palazzo reale